# فولفيو سيني
فولفيو سيني (بالإيطالية: Fulvio Saini)‏ هو لاعب كرة قدم إيطالي في مركز الوسط، ولد في 7 مارس 1962 في Biassono ‏ في إيطاليا. لعب مع برو سيستو 1913 ونادي مونزا.